# Arará
Gli arará (o anche ajujure) sono un piccolo gruppo etnico del Brasile che ha una popolazione stimata in circa 437 individui (2010). Parlano la lingua arará (codice ISO 639: AAP) e sono principalmente di fede animista.

## Posizione
Vivono nello stato di Pará in Brasile e sono correlati al gruppo dei Carib. Mantengono uno stile di vita nomade e spesso sono imparentati con altre tribù. 
Ci sono due aree giuridicamente definite per gli arará, con diverse situazioni giuridiche e geografiche: il "Territorio indigeno arará" e il "Territorio Indigeno di Cachoeira Seca do Iriri". La prima area è associata ai sottogruppi contattati tra il 1981 e il 1983, mentre il secondo territorio al sottogruppo contattato nel 1987. Oggi, la maggior parte degli arará vive in un villaggio costruito dal Funai all'interno del "Territorio indigeno arará", situato nei pressi del torrente Laranjal, la cui popolazione ammonta a poco più di 100 individui. Una piccola porzione della popolazione, circa una ventina di persone che in precedenza vivevano nel villaggio Laranjal, è stata trasferita ad una locazione gestita dal Funai accanto all'autostrada transamazzonica, formando così il nucleo di un altro "gruppo residenziale". Un altro sottogruppo, ancora relativamente isolato dal resto degli arará, è quello contattato nel 1987 e che vive in un villaggio vicino al torrente Cachoeira Seca, sul fiume Iriri, nel "Territorio Indigeno di Cachoeira Seca do Iriri". Questo gruppo comprende 56 individui, tutti discendenti di una sola donna ancora viva nel 1994.

## Storia
Gli arará appartengono alla stessa sottofamiglia linguistica, chiamata anche arará, che include gli apiacá del Tocantins, gli yaruma (estinti) e gli ikpeng, che vivono oggi nel Parco Indigeno dello Xingu, popoli che vivevano dispersi su un territorio ampio che comprende tutta la valle superiore e media dei fiumi Xingu e Iriri.